# Пьезоэлектрический преобразователь
Пьезоэлектри́ческие преобразова́тели — устройства, использующие пьезоэлектрический эффект в кристаллах, керамике или плёнках и преобразующие электрическую энергию в механическую и наоборот.

## Виды преобразователей
Исходя из физического принципа действия, все пьезоэлектрические преобразователи делятся на три группы:

## Преобразователи, использующие прямой пьезоэффект
Применяются в приборах для измерения параметров механических процессов, в том числе: силы, акустического и быстропеременного давления, линейных и угловых ускорений, а также вибрации, ударов.

## Преобразователи, использующие обратный пьезоэффект
Применяются в качестве излучателей ультразвука в гидроакустике и дефектоскопии, преобразователях напряжения в перемещение (пьезодвигатели и пьезореле) для юстировки зеркал оптических приборов и исполнительных элементов систем автоматики.

## Преобразователи параметрического типа
Используют одновременно прямой и обратный пьезоэффекты. Это пьезоэлектрические резонаторы, наиболее эффективно излучающие и принимающие энергию на фиксированной резонансной частоте. Пьезорезонаторы применяются в полосовых фильтрах, линиях задержки, преобразователях перемещения или присоединенной массы в частоту для датчиков уровня, плотности и др, преобразователях электрической энергии.
Достоинствами пьезоэлектрических преобразователей являются высокая линейность характеристик, широкие динамические и частотные диапазоны, простота конструкции и высокая надежность при эксплуатации.

## Производители
Ведущими предприятиями в России по разработке и выпуску пьезоэлектрических преобразователей и датчиков являются: ООО "Научно-промышленная компания "ЛУЧ" (ООО "НПК "ЛУЧ") - г. Балашиха, Московская область; ООО НПП «ТИК» г. Пермь, НИИ Физических измерений г. Пенза, ЦНИИМАШ г. Королев, НКТБ Пьезоприбор ЮФУ, ООО "Пьезоэлектрик" г. Ростов-на-Дону, ЗАО «Виброприбор», ООО «Актив-Термокуб» г. Екатеринбург, г. Санкт-Петербург. АО "Морион" Санкт-Петербург.За рубежом лидерами в данной области техники являются: PCB Piezotronik JNG, Endevco Corporation, DYTRAN, Sanstard Date contrl — (США), Erich Broza, Rheometron — (Германия), Flopetron, C.F.V. LTD — (Франция), Merles, Motoroia JNG, AVL — (Великобритания), Kistler Instrument AG, Vibro-meter — (Швейцария), Hans List -(Австрия), Bruel & Kjaer (Дания). 